# Tiamina pirofosfato
A Tiamina pirofosfato é um derivado da tiamina, obtido após clivagem pela enzima tiamina pirofosfatase.
A tiamina pirofosfato é uma coenzima de algumas enzimas, tais como:
- complexo piruvato desidrogenase
- complexo alfa-cetoglutarato desidrogenase
- transcetolase